# Phaesticus carinatus
Phaesticus carinatus är en insektsart som beskrevs av Zheng, Z. 1998. Phaesticus carinatus ingår i släktet Phaesticus och familjen torngräshoppor. Inga underarter finns listade i Catalogue of Life.